# Ахлистіно (Кушнаренковський район)
Ахли́стіно (рос. Ахлыстино, башк. Ахлыстин) — село (у минулому присілок) у складі Кушнаренковського району Башкортостану, Росія. Входить до складу Ахметовської сільської ради.
Населення — 183 особи (2010; 227 у 2002).
Національний склад:
- росіяни — 57 %
- башкири — 29 %